# Pierre Chancel
Pierre Chancel (* 24. Mai 1920 in Paris; † 31. März 2000 in Salers) war ein französischer Autorennfahrer.

## Karriere
Pierre Chancel und sein Bruder Robert begannen knapp nach dem Zweiten Weltkrieg mit dem Motorsport. Pierre Chancel schrieb Motorsportgeschichte, als er im Dezember 1954 mit einem 744-cm³-Panhard auf der Steilkurvenrennstrecke von Montlhéry eine Runde mit 210,880 km/h fuhr.
Chancel arbeitete als Mechaniker, fuhr Motorradrennen und debütierte 1950 beim 24-Stunden-Rennen von Le Mans. Sein erster Partner war sein Landsmann Raymond Gaillard, mit dem er sich das Steuer eines Callista Panhard teilte. Insgesamt war Pierre Chancel neunmal in Le Mans am Start. 
Seinen größten Erfolg bei diesem Langstreckenrennen feierte er 1953. Mit seinem Bruder Robert als Partner steuerte er einen Panhard X88. Dieser kleine Rennwagen mit nur 611 cm³ Hubraum hatte ausgezeichnete Fahreigenschaften, die durch eine extreme aerodynamische Karosserie entstanden. Die Brüder wurden mit dem Panhard 21. der Gesamtwertung und gewannen den Coupe Biennal und die Indexwertung.

## Statistik

### Le-Mans-Ergebnisse
| Jahr | Team                           | Fahrzeug             | Teamkollege      | Platzierung             | Ausfallgrund           |
| ---- | ------------------------------ | -------------------- | ---------------- | ----------------------- | ---------------------- |
| 1950 | Raymond Gaillard               | Callista Ran         | Raymond Gaillard | Rang 28                 |                        |
| 1951 | Raymond Gaillard               | Panhard X84          | Raymond Gaillard | Rang 26                 |                        |
| 1952 | Raymond Gaillard               | Panhard X84 Sport    | Raymond Gaillard | Rang 16                 |                        |
| 1953 | Automobiles Panhard & Levassor | Panhard X88          | Robert Chancel   | Rang 21 und Klassensieg |                        |
| 1954 | Automobiles Panhard & Levassor | Monopole X88         | Robert Chancel   | Ausfall                 | Motorschaden           |
| 1955 | Automobiles Panhard & Levassor | Panhard VM5          | Robert Chancel   | Ausfall                 | Defekt am Benzinsystem |
| 1956 | Automobiles Panhard            | Panhard Monopole X88 | André Beaulieux  | Ausfall                 | Unfall                 |
| 1957 | Equipe Monopole Course         | Monopole X89 Coupé   | Pierre Hémard    | Rang 18                 |                        |
| 1959 | Automobiles Deutsch & Bonnet   | DB HBR4              | Gérard Laureau   | Ausfall                 | Motorschaden           |

### Einzelergebnisse in der Sportwagen-Weltmeisterschaft
| Saison | Team                              | Rennwagen                 | 1   | 2   | 3   | 4   | 5   | 6   | 7   |
| ------ | --------------------------------- | ------------------------- | --- | --- | --- | --- | --- | --- | --- |
| 1953   | Panhard & Levassor                | Panhard X88               | SEB | MIM | LEM | SPA | NÜR | RTT | CAP |
| 1953   | Panhard & Levassor                | Panhard X88               | 21  |     |     |     |     |     |     |
| 1954   | Panhard & Levassor                | Monopole X88              | BUA | SEB | MIM | LEM | RTT | CAP |     |
| 1954   | Panhard & Levassor                | Monopole X88              | DNF |     |     |     |     |     |     |
| 1955   | Panhard & Levassor Pierre Chancel | Panhard VM5 Panhard X88   | BUA | SEB | MIM | LEM | RTT | TAR |     |
| 1955   | Panhard & Levassor Pierre Chancel | Panhard VM5 Panhard X88   |     |     |     | DNF | DNF |     |     |
| 1956   | Pierre Chancel                    | Panhard Dyna              | BUA | SEB | MIM | NÜR | KRI |     |     |
| 1956   | Pierre Chancel                    | Panhard Dyna              | DNF |     |     |     |     |     |     |
| 1957   | Pierre Chancel Monopole           | Panhard Dyna Monopole X89 | BUA | SEB | MIM | NÜR | LEM | KRI | CAR |
| 1957   | Pierre Chancel Monopole           | Panhard Dyna Monopole X89 |     |     | DNF |     | 18  |     |     |
| 1959   | Deutsch & Bonnet                  | DB HBR4                   | SEB | TAR | NÜR | LEM | RTT |     |     |
| 1959   | Deutsch & Bonnet                  | DB HBR4                   | DNF |     |     |     |     |     |     |